# Transkaspische slaapmuis
De Transkaspische slaapmuis (Myomimus personatus)  is een zoogdier uit de familie van de slaapmuizen (Gliridae). De wetenschappelijke naam van de soort werd voor het eerst geldig gepubliceerd door Ognev in 1924.